# 达尔丘拉
达尔丘拉（Dharchula），也译作达尔楚拉，是印度北阿坎德邦库马盎专区比托拉格尔县的一个城镇。总人口6424（2001年）。在印地语中，“Dhar”意为“山”，“chula”意为“炉灶；炉子”,达尔丘拉（Dharchula）的字面含义为“炉灶山”。在尼泊尔远西区与印度交界处的馬哈卡利專區，下辖有一个与印度城镇达尔丘拉名字相同的县，达尔楚拉县，该县的西北部的面积约75 平方公里卡拉帕尼（Kalapani）地区，属于印度尼泊尔领土争端地区，目前被印度实际控制。

## 人口
该地2001年总人口6424人，其中男性3490人，女性2934人；0—6岁人口802人，其中男428人，女374人；识字率74.95%，其中男性为79.91%，女性为69.05%。